# Ornithogalum sandrasicum
Ornithogalum sandrasicum är en sparrisväxtart som beskrevs av Y?ld. Ornithogalum sandrasicum ingår i släktet stjärnlökar, och familjen sparrisväxter. Inga underarter finns listade i Catalogue of Life.